# 多形碘泡虫
多形碘泡虫（学名：Myxobolus polymorphum）为碘泡科碘泡虫属的动物。在中国，分布于四川等，营寄生生活，寄生在齐口裂腹鱼的鳃。